# دون سيمبسون
دون سيمبسون (بالإنجليزية: Don Simpson)‏ (و. 1943 – 1996 م) هو منتج أفلام، وكاتب سيناريو، وممثل، من الولايات المتحدة الأمريكية، ولد في سياتيل، واشنطن، توفي عن عمر يناهز 53 عاماً.

## التعليم
تعلم في جامعة أوريغون.

## وصلات خارجية
- دون سيمبسون على موقع IMDb (الإنجليزية)
- دون سيمبسون على موقع روتن توميتوز (الإنجليزية)
- دون سيمبسون على موقع ألو سيني (الفرنسية)
- دون سيمبسون على موقع ميوزك برينز (الإنجليزية)
- دون سيمبسون على موقع أول موفي (الإنجليزية)
- دون سيمبسون على موقع قاعدة بيانات الأفلام السويدية (السويدية)
- دون سيمبسون على موقع قاعدة بيانات الفيلم (الإنجليزية)
- دون سيمبسون على موقع كينوبويسك (الروسية)